# Univerzita Paříž 1 Panthéon-Sorbonne
Univerzita Paříž 1 Panthéon-Sorbonne, francouzsky plným názvem Université Paris I Panthéon-Sorbonne je francouzská vysoká škola a jedna z univerzit, které vznikly rozdělením starobylé Pařížské univerzity v roce 1971. Hlavní sídlo školy je v Paříži v 5. obvodu v Latinské čtvrti na náměstí Place du Panthéon. Její název je odvozen od pařížského Pantheonu a Sorbonny. Škola se specializuje na výuku ekonomie a managementu, umění a humanitních věd, práva a politologie.

## Historie
Po událostech z května 1968 byla Pařížská univerzita z podnětu samotných akademiků rozdělena do sedmi nových vysokých škol. Univerzita Paříž 1 vznikla 1. ledna 1971 z části bývalé fakulty práva a ekonomických věd (Panthéon) a z části filozofické fakulty (Sorbonne). Od svého vzniku se počet zapsaných studentů zvýšil o 50 % a trvale se zvyšuje i počet postgraduálních studentů.
Tento nárůst doprovázený vznikem nových oborů (ekonomická a sociální správa, sociální vědy, aplikovaná matematika) si vyžádal navýšení počtu nových prostor, které jsou umístěny různě po Paříži. Vzniklo Centrum Saint-Charles pro vizuální umění (1973), Centrum Tolbiac, dnešní Pierre Mendès-France (1973), Výzkumné historické a právní centrum Malher (1972), Centrum René-Cassin pro bakalářské studium práva (1990), Centrum ekonomických věd (1998) a Centrum Broca, ve kterém sídlí Ústav ekonomické správy (2001).

## Významná sídla
- Centre Panthéon, hlavní sídlo univerzity (Place du Panthéon, 5. obvod)
- Centre Sorbonne (Place de la Sorbonne, 5. obvod)
- Centre Pierre Mendès-France (13. obvod)
- Centre Tolbiac (13. obvod)
- Centre Institut de géographie (5. obvod)
- Centre Institut océanographique (5. obvod)
- Centre Port Royal - René Cassin (13. obvod)
- Centre Broca (13. obvod)
- Centre Michelet (6. obvod)
- Centre Malher (4. obvod)
- Site Aubervilliers (budoucí kampus ve městě Aubervilliers)